# Leánylopás
A próbaházasság és a leánylopás házasságon kívül elismert nemi kapcsolat.

## Próbaházasság
Próbaházasság, ha a fiatalok azzal a feltétellel élnek együtt, hogy ha meghatározott időn belül (rendszerint egy év) a leánynak gyermeke születik, házasságot kötnek, egyébként pedig szétválnak.
Egyszerűbb formája a szeretőtartás, amely korábban nálunk ugyancsak elterjedt volt. Házasulási időszaka elkövetkezvén, a fiú kiválasztott magának egy leányt, és közös megegyezéssel éjszakánként rendszeresen együtt háltak. Ha a lánynál a fogamzás jelei mutatkoztak, vagy ha az első gyermek megszületett, házasságot kötöttek.
Ez a szokás előfordult nálunk a Bakony környékén néhány faluban, az Ormánságban, a Fekete-Körös völgyében, Erdélyben Kalotaszegen, Gyimesben és a Mezőségen, továbbá környezetünkben az erdélyi szászoknál és románoknál, a felvidéki németség és szlovákság körében.

## Leánylopás
A bukovinai székelyeknél és Kalotaszegen hasonló célt szolgált a leányszöktetés, leánylopás, nőrablás; a legény barátai segítségével elcsalta a leányt és 3–4 napig titokban együtt élt vele, majd így kényszerítette a leány szüleit a házasságba való beleegyezésre. Ha a hozzájárulást még így sem tudták megszerezni, tovább is együtt maradtak.
A „lopás” történhetett a leánnyal egyetértve, de szándéka ellenére is. Sokszor csak azért történt, hogy elkerüljék a költséges lakodalmat, vagy hogy az endogámia szabályait kijátszva, más faluba is nőül mehessen a lány. Az ellenérdekű legény vagy a lány hozzátartozói sokszor megneszelték a tervet, és ilyenkor vasvillával útját állták a lopásnak, ebből sokszor véres verekedés is keletkezett.
Ez az ősi szokás Erdélyben még ma is előfordul (pl. Kalotaszeg). A földesúri rendtartások általában tilalmazták, sőt pénzbírsággal sújtották a cselekmény elkövetőit. Egyes helyeken házasságon kívül elismert nemi kapcsolatnak tekintették az egybekelésnek egyházi szertartás nélküli módját is, és ilyen esetben a kiszabott bírság célja, az egyházi esketés szokásának fenntartása volt. Ha a „rablás” a leány akarata szerint, de szülei ellenére történt, ugyancsak bírság kirovásával járt.